# Terence Spinks
Pour les articles homonymes, voir Spinks.
Terence Spinks est un boxeur anglais né le 28 février 1938 à West Ham, et mort le  26 avril 2012.

## Carrière
Champion britannique amateur des poids mouches en 1956, il devient la même année champion olympique de la catégorie aux Jeux de Melbourne après sa victoire en finale contre le Roumain Mircea Dobrescu. Spinks passe professionnel en 1957 et remporte le titre britannique des poids plumes face à Bobby Neill le 27 septembre 1960. Il met un terme à sa carrière en 1962 sur un bilan de 41 victoires, 7 défaites et 1 match nul.

## Parcours auxJeux olympiques
Jeux olympiques d'été de 1956 à Melbourne (poids mouches) :
- Bat Samuel Harris (Pakistan) aux points
- Bat Abel Laudonio (Argentine) aux points
- Bat Vladimir Stolnikov (URSS) aux points
- Bat René Libeer (France) aux points
- Bat Mircea Dobrescu (Roumanie) aux points